# Dominicas de la Beata Virgen de las Fuentes
La Congregación de la Beata Virgen de las Fuentes (en francés: Congrégation of the B.V.M. of St. Mary of the Springs) fue una congregación religiosa católica femenina, de vida apostólica y de derecho pontificio, fundada en 1830 por el obispo dominico Edward Dominic Fenwick, en Somerset (Ohio). A las religiosas de este instituto se les conocía como dominicas de la Beata Virgen de las Fuentes y posponían a sus nombres las siglas O.P. En 2009 se fusionó con otras seis congregaciones para formar un nuevo instituto, las Dominicas de la Paz.

## Historia
La congregación fue fundada por el obispo Edward Dominic Fenwick, de la diócesis de Cincinnati (hoy arquidiócesis), con la colaboración de un grupo de religiosas de la Congregación de Santa Catalina de Siena de Kentucky, con el fin de educar en la fe cristiana a los niños y jóvenes en escuelas católicas de la diócesis. El instituto dio inicio oficialmente el 5 de enero de 1830, fue aprobado como congregación de derecho diocesano en 1864 y elevado a instituto pontificio, mediante decretum laudis del 11 de agosto de 1903, del papa León XIII. El 12 de abril de 2009 la congregación se fusionó junto a otros seis institutos dominicos, para dar inicio a las Dominicas de la Paz.
De este instituto se derivaron las congregaciones de San Rafael (1850), de Santa Cecilia de Nashville (1860) y del Sagrado Corazón de Galveston (1874).